# Église Saint-Martin de Branches
L'église Saint-Martin de Branches est une église située à Branches, dans le département de l'Yonne, en France. Elle est fameuse pour ses fresques médiévales. Dédiée à saint Martin, elle dépend pour le culte du doyenné du Jovinien de l'archidiocèse de Sens-Auxerre et est rattachée à la paroisse Notre-Dame-des-Trois-Vallées.

## Historique
L’église de Branches est mentionnée dès le VIIe siècle, car les terres de Branches avec l'église dépendent de l’abbaye Saint-Germain d'Auxerre, puis vers l’an 1000, elles appartiennent aux moines de La Charité-sur-Loire. En 1220, Guillaume de Seignelay, évêque d'Auxerre, fonde un prieuré à Branches attaché à l’abbaye du Grand-Saint-Bernard de Montjoux, dont les religieux étaient déjà présents à l’Hôtel-Dieu d’Appoigny. Ce prieuré est démantelé à la Révolution. Il en demeure l’église actuelle. L'église Saint-Martin est reconstruite et remaniée à diverses époques : au XIIe siècle, l’édifice comportait une nef unique, dont il subsiste la moitié Sud, éclairée de petites fenêtres romanes, sans vitraux. La nef est reconstruite au XVe siècle, les baies et le chœur sont de style Renaissance.
L'église actuelle date du XIIe siècle en partie et a été réaménagée au XVe siècle.
L'édifice est inscrit au titre des monuments historiques en 2001.

## Description
Le chœur également du XVe siècle possède des stalles du XVIe siècle, dont celle du prieur - la plus décorée - est surmontée d’un dais. Il montre aussi un décor de boiseries du XVIIe siècle surmontées d'une Vierge à l'Enfant avec quatre statues dont celle de sainte Catherine. À droite du chœur, se dresse la statue de saint Sébastien attaché à son poteau. Un tableau montre à gauche de la nef Marie-Madeleine au pied de la Croix ; plus loin à droite, on remarque une Vierge des Douleurs. Au-dessus du banc d'œuvre du côté Sud, se trouve un panneau montrant saint Hubert. On remarque un écu armorié à droite présenté par deux personnages, l'un au pourpoint jaune, l'autre au pourpoint blanc, leurs chausses montrant les mêmes couleurs inversées.

### Fresques médiévales
L'originalité du décor intérieur de cette église réside surtout dans ses peintures murales médiévales classées aux monuments historiques. À l'origine, toutes ses parois étaient couvertes de fresques. La composition la plus visible se trouve sur la paroi Sud. Une longue procession de 9,50 m de longueur et de 1,46 m de hauteur montre trente-deux personnages portant un cierge allumé et vêtus de tuniques ocre jaune ou ocre rouge, droites à plis. Ils sont précédés d'un personnage barbu levant la main en signe de salut. Ils s'appuient sur un bandeau de figures géométriques dans les mêmes tons, typiques de l'art roman de la région comme à l'église de Moutiers-en-Puisaye. À gauche de la procession, un personnage sur un âne est peu visible. Un cavalier vient à la rencontre des processionnaires. Le personnage sur l'âne pourrait être identifié à Jésus entrant à Jérusalem le jour des Rameaux.
La paroi Nord montre quant à elle quelques restes de dessins géométriques, d'époque gothique, avec une fleur stylisée et une main tenant un crucifix.
D'autres traces de peinture datent de l'époque gothique et de la Renaissance, dont saint Barthélémy du côté Nord, tenant une épée sur l'épaule droite ou encore, sur le mur du chœur, un chevalier en armure coiffé d'un heaume dans le goût du XIIIe siècle, tenant un écu d'argent frappé d'une croix rouge. Le tout a été restauré en 2005.